# Gavriil Troïepolski
Gavriil Nikolaïevitch Troïepolski (en russe : Гавриил Николаевич Троепо́льский), né le  29 novembre 1905 dans le gouvernement de Tambov et mort le 30 juin 1995 à Voronej, est un écrivain, dramaturge et journaliste russe soviétique. Il est principalement connu pour sa nouvelle Bim chien blanc à l'oreille noire publiée en 1971, adaptée au cinéma en 1977 dans le film de Stanislav Rostotski qui en 1979 sera nommé pour l'Oscar du meilleur film en langue étrangère.